# Observatorio Warner y Swasey
El Observatorio Warner y Swasey (nombre original en inglés: Warner and Swasey Observatory) es una instalación astronómica dependiente de la Universidad Case Western Reserve. Nombrado en memoria de Worcester R. Warner y de Ambrose Swasey, quienes lo construyeron a principios del siglo XX, inicialmente estuvo en Taylor Road, lugar perteneciente a la localidad estadounidense de East Cleveland (Ohio). 
El observatorio, que en aquel tiempo albergaba un telescopio refractor de 9.5-pulgadas (24 cm), fue donado en 1919 a la Escuela de Ciencia Aplicada Case. El más reciente telescopio Burrell Schmidt de 24-pulgadas (61 cm) se instaló en 1939.
Debido al aumento de la contaminación lumínica en Cleveland, se eligió un nuevo emplazamiento en el Municipio de Montville (condado de Geauga, Ohio) durante la década de 1950. Nombrada en memoria de Jason John Nassau, la instalación inicialmente albergó el telescopio Burrell, que posteriormente fue trasladado al Observatorio Nacional de Kitt Peak, siendo sustituido por un telescopio robótico de 36-pulgadas. En 2008 la Estación Nassau fue vendida al Departamento de Parques de Geauga, quedando incorporado a su Parque del Observatorio.
El observatorio actualmente opera el viejo refractor de 9.5 pulgadas (ahora conocido como el "Telescopio de la Azotea") en el campus universitario de la localidad de University Circle, y el telescopio Burrell Schmidt se halla en Observatorio Nacional de Kitt Peak en Arizona. Los terrenos del antiguo emplazamiento en Taylor Road se vendieron en 1983.

## Historia

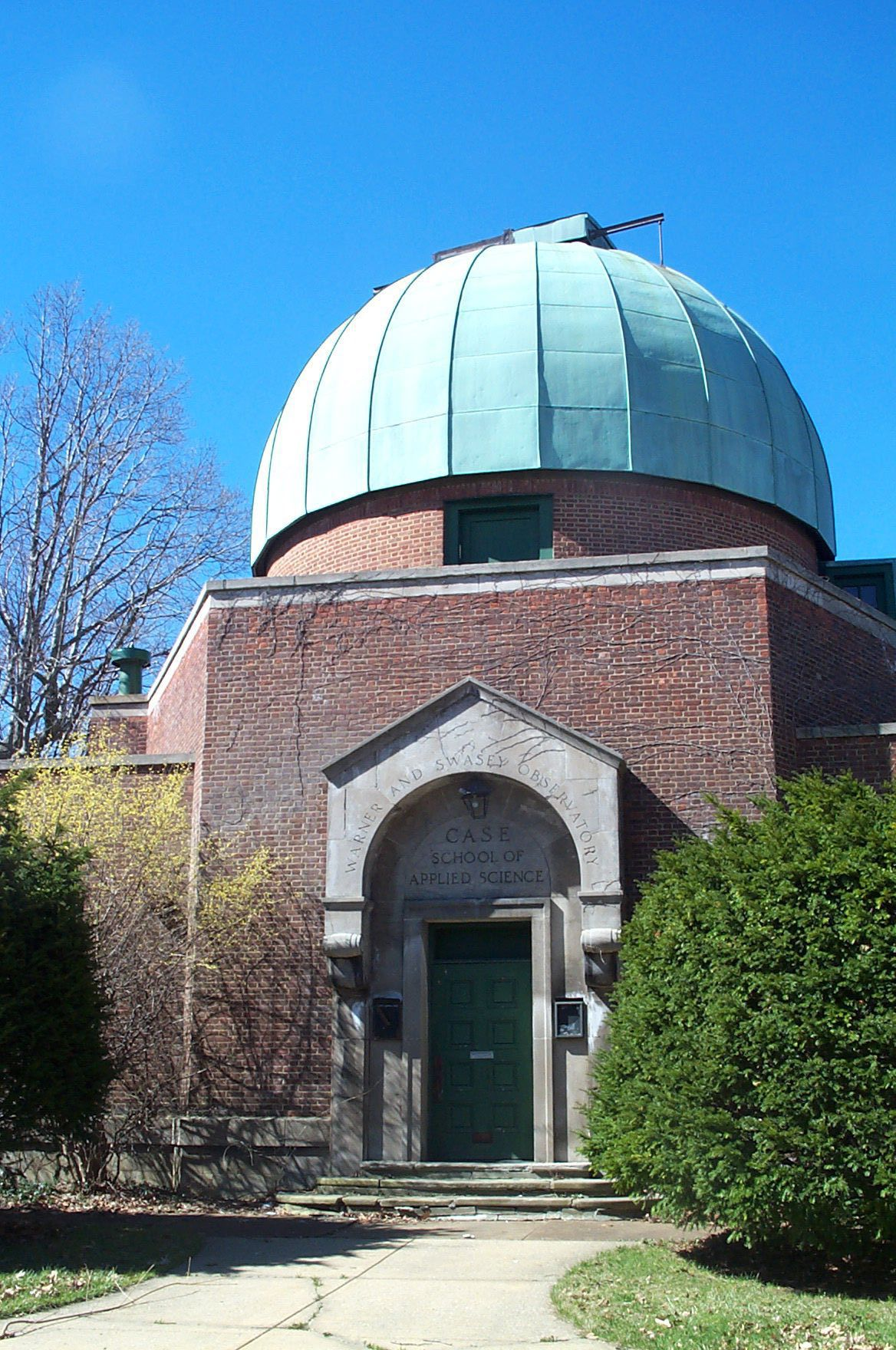
Antiguo Observatorio Warner y Swasey en Taylor Road

El observatorio fue originalmente construido por Worchester R. Warner y Ambrose Swasey, propietarios de la Compañía Warner & Swasey, fabricante de instrumentos de precisión y de telescopios a finales del siglo XIX y comienzos del XX. Convertidos en administradores de la Escuela de Ciencia Aplicada Case (más adelante rebautizada como Instituto Case de Tecnología), construyeron un observatorio en East Cleveland, que donaron a la escuela en 1919. Este edificio del observatorio original estuvo localizado en Taylor Road, cuatro millas al este del campus universitario. Albergaba un telescopio refractor de 9.5 pulgadas, adscrito al observatorio en 1920. El edificio fue diseñado por la empresa de Walker y Weeks. En los años siguientes el observatorio aumentó sus instalaciones para albergar numerosos nuevos instrumentos, como el telescopio Burrell Schmidt de 24-pulgadas, así como una biblioteca astronómica y una sala de conferencias pública.
En los años 1950, empezó a ser patente que la contaminación lumínica de Cleveland estaba imposibilitando los trabajos de observación desde East Cleveland. Se encontró un nuevo emplazamiento 30 millas al este, en el Condado de Geauga, conocido actualmente como Nassau Station, trasladándose el telescopio Burrell Schmidt a esta nueva ubicación, siendo sustituido por el telescopio de 36 pulgadas instalado en Taylor Road.
En 1978, el Departamento de Astronomía de la Universidad Case Western Reserve llegó a un acuerdo con la Asociación de Universidades para la Investigación Astronómica (AURA por sus siglas en inglés) para construir un nuevo observatorio en Kitt Peak para albergar el telescopio Burrell Schmidt, que fue trasladado de Ohio a Arizona en mayo de 1979, siendo a su vez instalado en la Nassau Station en 1980 el telescopio reflector de 36 pulgadas de Taylor Road. Esto significó que ya no se realizaría más trabajo astronómico desde allí, y que los recursos del observatorio original pasaron a ser ubicados en el campus principal de la Universidad Case Western Reserve en 1982. La instalación de la Carretera de Taylor se vendió en 1983, permaneció abandonada, y quedó desatendida hasta 2005, cuando la compró una pareja que planeaba convertir el edificio en una residencia. Estos planes quedaron frustrados cuando el nuevo dueño fue condenado por fraude inmobiliario y enviado a prisión en 2007.

## Telescopios

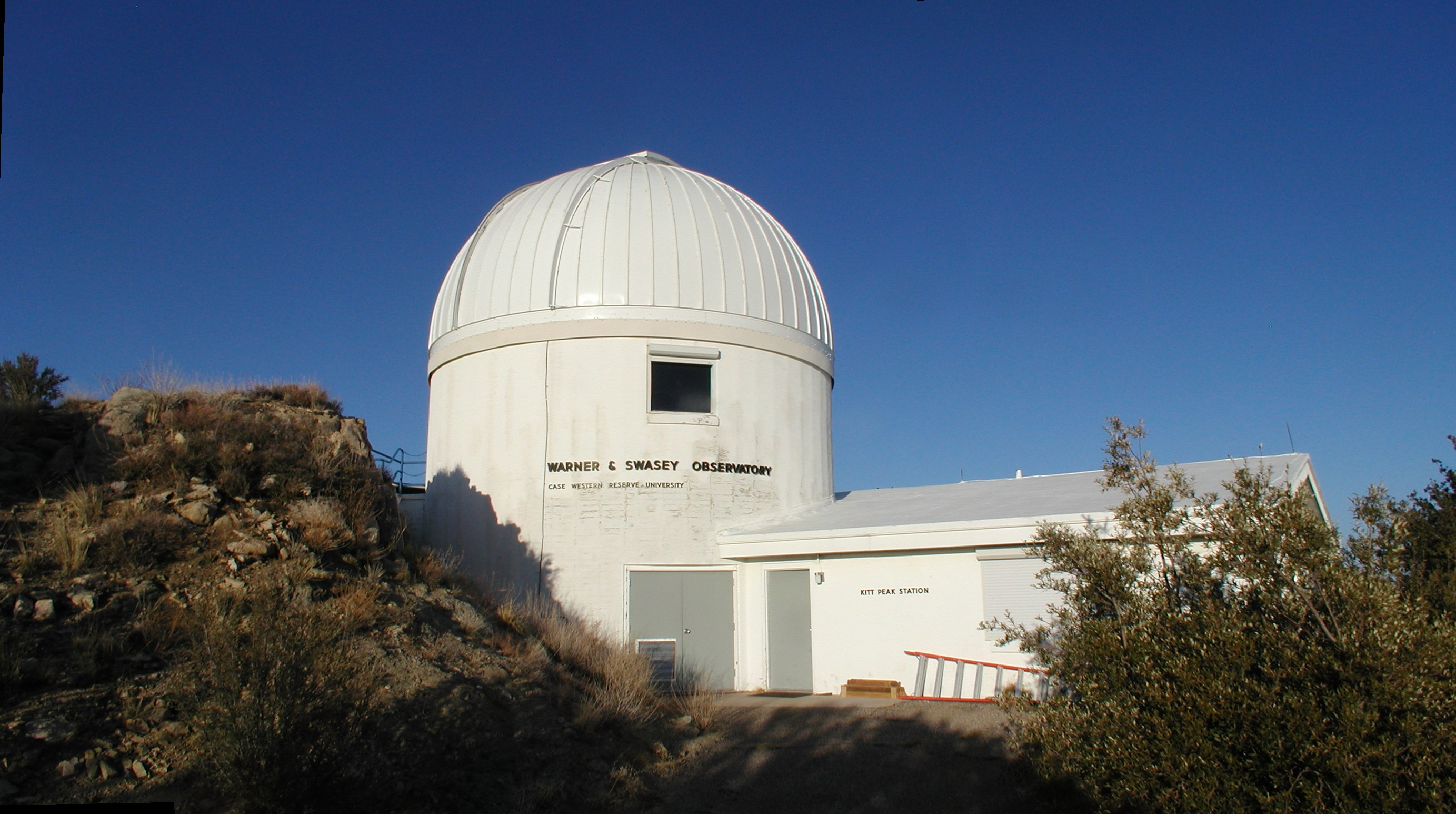
El Observatorio Warner y Swasey en el Observatorio Nacional de Kitt Peak

### Telescopio Burrell Schmidt
El telescopio Burrell Schmidt de 24-pulgadas fue originalmente construido en 1939 por la Compañía Warner & Swasey de Cleveland, Ohio y estuvo alojado en las instalaciones de Taylor Road. Actualmente se halla en el Observatorio Nacional de Kitt Peak, cerca de Tucson, Arizona. Su óptica ha sido mejorada con un CCD de muy amplio campo de visión, mucho más sensible que las placas fotográficas. Es el instrumento utilizado por los astrónomos de la Universidad Case.

### Observatorio Robótico de Nassau Station
La Nassau Station, originalmente construida en la década de 1950, actualmente alberga un telescopio reflector de 36-pulgadas. Lleva este nombre en honor de Jason John Nassau,  director del observatorio y prominente astrónomo. Se encargó en los años 1990 con el fin de disponer de un telescopio capaz ser operado remotamente, siendo uno de los primeros instrumentos de este tipo. Aun así, es raramente utilizado por los astrónomos de la Universidad Case, debido a la cada vez mayor contaminación lumínica de Cleveland y a las capacidades mejoradas del telescopio Burrell Schmidt. Como resultado, el observatorio quedó sin uso durante varios años, hasta que en 2008 se vendió al Departamento de Parques de Geauga. La instalación fue reabierta el 16 de junio de 2012 como parte del Parque del Observatorio. El parque fue designado como "parque de cielo oscuro" por la Asociación del Cielo Oscuro Internacional.

### Telescopio Rooftop
El Telescopio Rooftop (Telescopio de la Azotea) es un refractor de 9.5 pulgadas originalmente construido en 1894 por Warner y Swasey para su uso propio. Fue el primer instrumento del Observatorio Warner y Swasey, y originalmente se instaló en Taylor Road. Fue almacenado cuando el Departamento de Astronomía de la Universidad Case se reubicó en el edificio A. W. Smith del campus principal, y en 1986 se reinstaló en un domo nuevo en la azotea del edificio A. W. Smith.
El telescopio permanece en excelentes condiciones y está disponible para ser usado por los estudiantes, los docentes y el personal de la Universidad una vez que asisten a un seminario sobre el uso apropiado del telescopio. Es también utilizado a menudo por el público durante las noches de observación organizadas por el Club de Física y Astronomía de la Universidad.

## Investigación

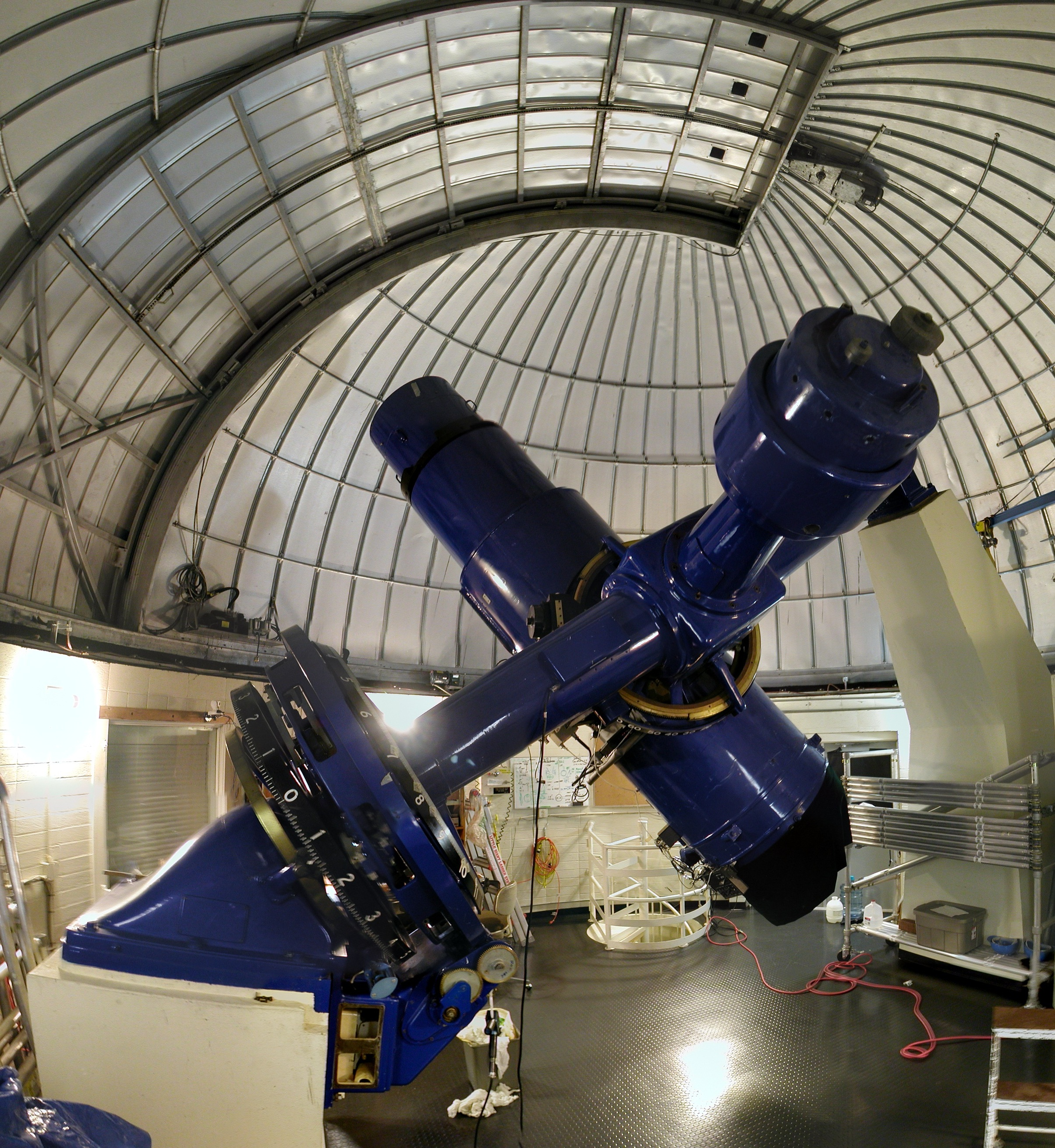
El telescopio Burrell Schmidt en el Observatorio Warner y Swasey en el Observatorio Nacional de Kitt Peak

Los observadores que utilizan el Observatorio Warner y Swasey han hecho contribuciones importantes a la investigación astronómica.  Un ejemplo temprano es el trabajo llevado a cabo por el entonces director del observatorio, Jason Nassau, sobre la clasificación de estrellas de carbono y de estrellas del tipo M en 1949; más recientemente, las observaciones realizadas desde el telescopio Burrell Schmidt llevaron al descubrimiento de la galaxia Andrómeda VIII en 2003. Esta galaxia orbita alrededor de la más conocida Galaxia de Andrómeda, y anteriormente no fue descubierta debido a su posición delante del disco brillante de la galaxia principal. El Burrell Schmidt también ha sido usado recientemente para tomar imágenes de la luz interior en el Supercúmulo de Virgo. La luz interna es unas mil veces más débil que la del cielo nocturno, y pudo observarse después de combinar setenta imágenes del cúmulo tomadas con el telescopio Burrell Schmidt.